# Bill Nelson
Clarence William "Bill" Nelson II (født 29. september 1942 i Miami i Florida i USA) er en amerikansk advokat, politiker og siden den 3. maj 2021 chef for rumfartsorganisationen NASA. Han er medlem af Det demokratiske parti og var senator i delstaten Florida fra 2001 til 2019. Han har tillige været medlem af Repræsentanternes Hus i Florida fra 1972 til 1978 og medlem af det føderale Repræsentanternes Hus fra 1979 til 1991.
I januar 1986 blev han det andet siddende medlem af Kongressen, der foretog rumflyvning (det første var Jake Garn) da han deltog ved rumfærge-flyningen STS-61-C i 1986 om bord på rumfærgen Columbia.
Før han gik ind i politk gjorde han tjeneste ved reserven i den amerikanske hær under Vietnamkrigen.